# Costin EC1
Costin EC1 – elektryczny samochód osobowy klasy miejskiej wyprodukowany pod chińską marką Costin w 2021 roku.

## Historia i opis modelu
W lipcu 2021 roku powstałe przez 10 miesiącami joint-venture Costin Automobile przedstawiło pierwsze informacje na temat samochodu, który opracowany został przez Chery Automobile na zlecenie współpracujących z koncernem władz chińskiej prowincji Szantung. Dla pojazdu powołano markę Costin, nazywając go EC1 i nadając mu postać niewielkiego, miejskiego hatchbacka o napędzie w pełni elektrycznym.
Pod kątem wizualnym pojazd zyskał jednobryłowe nadwozie, reflektory w kształcie bumerangów, dwubarwne malowanie karoserii oraz port do ładowania baterii w lewym przednim błotniku. Pod kątem technicznym, Costin EC1 został oparty na platformie konstrukcji macierzystego Chery, modelu eQ1, dzieląc z nim m.in. taki sam rozstaw osi.

### Sprzedaż
Produkcja Costina EC1 rozpoczęła się na początku sierpnia 2021 roku w nowo wybudowanych zakładach produkcyjnych w chińskiej prowincji Szantung, jako głównego konkurenta określając mniejszego Wulinga Hongguanga Mini EV. Pierwsze dostawy do klientów miały odbyć się we wrześniu tego samego roku, a sam producent Costin Automobile planował rozwój swojej gamy modelowej do 2 kolejnych pojazdów. Ostatecznie przedsięwzięcie zakończyło się niepowodzeniem: najpierw początek sprzedaży opóźniono z powodu kłopotów z łańcuchem dostaw na początek 2022 roku, by ostatecznie całkowicie zarzucić projekt z czasem pozbawiony początkowego wsparcia Chery. W listopadzie 2022 przedsiębiorstwo Sinogold próbowało wdrożyć nieudany projekt pod własną nazwą jako Sinogold A00, jednak i to nie spotkało się z realizacją.

### Dane techniczne
Costin EC1 napędzany był przez 33-konny silnik elektryczny pozwalający na swobodne poruszanie się w warunkach miejskich, z kolei bateria dostarczana przez chińską firmę Jiangsu GSO New Energy pozwala na przejechanie ok. 200 kilometrów na jednym ładowaniu